# Novenke (Basivka), Sumî
Novenke (în ucraineană Новеньке) este un sat în comuna Basivka din raionul Sumî, regiunea Sumî, Ucraina.

## Demografie
Componența lingvistică a localității Novenke
     Ucraineană (93,33%)
     Rusă (6,67%)
Conform recensământului din 2001, majoritatea populației localității Novenke era vorbitoare de ucraineană (93,33%), existând în minoritate și vorbitori de rusă (6,67%).